# Honolulu (singolo)
Honolulu è un singolo della cantante italiana Chiara Galiazzo, pubblicato il 17 aprile 2020 come terzo estratto dal quarto album in studio Bonsai.

## Descrizione
Il brano è stato composto dalla cantante stessa insieme a Alessandra Flora e Katoo e tratta l'importanza e la bellezza di viaggiare con la mente e con la fantasia, come spiegato da Chiara stessa:

## Tracce
Testi di Alessandra Flora, musiche di Francesco Catitti.
1. Honolulu – 3:22

## Formazione
- Chiara Galiazzo – voce
- Francesco "Katoo" Catitti – produzione, basso, batteria